# Christliche Mystik
Der Ausdruck christliche Mystik ist ein Sammelbegriff für Texte, Autoren und Gruppierungen innerhalb des Christentums, auf die rückblickend die religionswissenschaftliche Kategorie „Mystik“ anwendbar ist. Es werden allerdings unterschiedliche Bestimmungen des Mystikbegriffs vorgeschlagen. Die Zurechnung zu „christlicher Mystik“ ist sowohl von dieser Begriffsbestimmung abhängig als auch von der Interpretation der entsprechenden Primärtexte. Beides ist vielfach kontrovers. Eine typische Minimalbestimmung versteht Mystik als eine Praxis, die auf eine Einswerdung (unio mystica) mit Gott zielt, die bereits im diesseitigen Leben teilweise erfahren werden soll, sowie Elemente einer Theorie, welche die Möglichkeit einer solchen Erfahrung erklären und bestimmen soll. So wird das „Bewusstsein von Gottes unmittelbarer Gegenwart“ als gemeinsamer Bezugsrahmen für die unterschiedlichen Lehren der abendländisch-christlichen Mystiker vorgeschlagen und die „Verwandlung in Gott“ als Ziel des mystischen Weges bestimmt. Nicht nur in der katholischen Theologie gibt es keinen einheitlichen Begriff von Mystik, was damit zusammenhängt, dass die Bedeutung des Wortes sich im Laufe der Geschichte verändert hat.

## Ideengeschichte

### Biblischer Ursprung
Die substantivische Form des Wortes Mystik entsteht erst im 17. Jahrhundert; das Adjektiv ‚mystisch’ bezieht sich bei den frühen Theologen auf den inneren, verborgenen oder geistigen Sinn der Bibel als Offenbarung, die aber zugleich Mysterium bleibt. Im Neuen Testament bedeutet „Mysterium“ den verborgenen ewigen Heilsplan Gottes für seine Schöpfung, den er in der Fleischwerdung, Tod und Auferstehung seines Sohnes erfüllt hat (1 Kor 2,7; Eph 1,9–11; 3,4–9; 5,32f; Kol 1,26f). Aus griech. ‚mysterion‘ entwickelte sich in der christlichen Theologie das lat. ‚sacramentum‘, das heißt die drei Sakramente der Einweihung (Initiation): Taufe, Firmung und Eucharistie. „Für die Menschen in der Antike war ein mysterion eine Art von Wissen, in das durch Initiation eingeführt werden musste. Es gibt manche Dinge, die nur gewusst werden können, wenn man sie erfährt; jedes tiefergehende spirituelle oder psychologische Verstehen gehört in diesen Bereich. Aus diesem Grund ist das Wort mysterion (Geheimnis) im Neuen Testament sehr wichtig.“
Wörter wie Mystik, Mysterium oder Mitte beginnen mit der Vorsilbe My- oder Mi-, die im Gegensatz steht zur Vorsilbe Ma- in Wörtern wie Materie, Mater oder Manifestation. Meint letzteres die vor Augen liegende sichtbare und handgreifliche Wirklichkeit des Körperlichen, so bezieht sich ersteres auf die verborgene, unsichtbare und mit dem Verstand unfassbare Wirklichkeit des Geistigen oder Göttlichen, das heißt des Einen. Als „Zentrum christlicher Mystik“ gilt die Einung mit Gott oder seine Ein-wohnung in das menschliche Herz (s. u.).
Die von Gottes Geist inspirierte biblische Offenbarung wird im katholischen und orthodoxen Christentum nach dem zweifachen Schriftsinn verstanden: Wie der Mensch ein Kompositum aus Leib und Seele ist, so lässt sich die Schrift nach ihrem äußeren und ihrem inneren Sinn lesen. Dieser innere Sinn wird noch einmal dreifach untergliedert in den typologischen (Vergangenheit), den moralischen (Gegenwart) und den anagogischen, zum ‚Himmel‘ hinaufführenden oder eschatologischen Sinn (Zukunft), so dass wie in der jüdischen Mystik (s. PaRDeS) auch vom vierfachen Schriftsinn gesprochen wird. Nach Kardinal Walter Kasper will theologische Dogmatik „geistliche Schriftauslegung sein“, die darauf zielt, „das Christusgeschehen im Heiligen Geist immer wieder gegenwärtig zu machen, um es so an uns zur Auswirkung zu bringen. Das geistliche Verständnis der Schrift will also in die konkrete Nachfolge Christi einführen. Damit öffnet sich der christologische [= typologische] Sinn zum moralischen, den die Moraltheologie auszulegen hat. Er öffnet sich darüber hinaus auf die eschatologische Vollendung und unseren Weg dorthin. Hier haben die heute so vernachlässigten Disziplinen der Aszetik und der Mystik bzw. die Lehre von der christlichen Spiritualität ihren genuinen Ort.“
Für ein mystisches Schriftverständnis ist somit der die Hoffnung stärkende anagogische Sinn (hebr. sod = Geheimnis) von entscheidender Bedeutung: Die Ausrichtung auf das letzte Ziel der Einheit mit Gott bleibt nicht bloße Zukunft, sondern ist in der vom Geist getragenen Hoffnung immer auch schon als Gegenwart des Erhofften wirksam. Die durch Taufe, Firmung und Eucharistie vermittelten drei theologischen Tugenden Glaube, Hoffnung und Liebe sind die sakramentale Grundlage des Christseins überhaupt, die in der christlichen Mystik nicht überstiegen, sondern intensiviert bzw. revitalisiert wird. Kernpunkt ist, die Fülle und den „unergründlichen Reichtum Christi“ (Eph 3,8), seiner Gnade (Eph 1,7; Joh 1,16) und Herrlichkeit (Eph 1,18; Joh 1,14) sowie seines Wortes (Kol 3,16) zu erkennen oder „die Länge und Breite, die Höhe und Tiefe zu ermessen und die Liebe Christi zu verstehen, die alle Erkenntnis übersteigt“ (Eph 3,18f).

### Mystischer Sinn der Heiligen Schrift
Die Betrachtung der Heiligen Schrift nach ihrem inneren, geistlichen oder mystischen Sinn hat ihre Grundlage in der Vorstellung von der Verhülltheit des Geistes der Schrift in ihren (körperlichen) ‚Buchstaben‘: „Bis heute liegt die Hülle auf ihrem (der Juden) Herzen, wenn Mose (= die Thora) vorgelesen wird. Sobald sich aber einer dem Herrn zuwendet, wird die Hülle entfernt. Der Herr aber ist der Geist; und wo der Geist des Herrn wirkt, da ist Freiheit. Wir alle spiegeln mit enthülltem Angesicht die Herrlichkeit des Herrn wider und werden so in sein eigenes Bild verwandelt…“ (2 Kor 3,15–18; vgl. 3,6). Dieses Verwandlungsgeschehen, wie es in der Verklärung (griech. metamorphosis) Christi vorgebildet ist (Mt 17,1–9), bedeutet die Gleichgestaltung mit dem Sohn Gottes (Röm 8,29) als Wiederherstellung der ursprünglichen Gottbildlichkeit des Menschen „in Heiligkeit und Gerechtigkeit“ (Eph 4,24). Anders gesagt: die „Wiedergeburt“ oder „Gottesgeburt“ in der Seele oder im Herzen zielt auf die unverhüllte „Schau“ Gottes (Theoria), im weiteren Sinn auf ein mystisches ‚Entzündetwerden‘ von der göttlichen Schönheit und Herrlichkeit Gottes und seines unerschöpflichen Wortes. In der Erzählung von den Emmaus-Jüngern, denen der Auferstandene beim ‚Brotbrechen‘ und darum dann bei der Feier der Eucharistie die Augen für den inneren Sinn der Schrift öffnet, kommt das Moment des ‚Entzündetwerdens‘ in Liebe am deutlichsten zum Ausdruck: „Brannte uns nicht das Herz in der Brust, als er unterwegs mit uns redete und uns den Sinn der Schrift erschloss“ (Lk 24,32).
Nach Lk 12,49 ist Jesus gleich einem neuen Prometheus „gekommen, um Feuer auf die Erde zu werfen“, was dann mit der Sendung des Geistes in Feuerzungen an Pfingsten geschieht (Apg 2,3). Wie die Eucharistie „Feuer und Geist“ (Ephraem der Syrer) und „brennendes Brot“ (Teilhard de Chardin) ist, so wird auch nach jüdischer Mystik „der feurige Organismus der Tora“ mit dem Kommen des Messias ihr äußeres Gewand (die Buchstaben-Hülle des äußeren Schriftsinns) ablegen und als „weißes Feuer“ oder „Urlicht“ erstrahlen: als „Licht vom unerschöpflichen Licht“.
Diese Feuerspur des Geistes durchzieht die ganze Bibel, angefangen beim brennenden, aber nicht verbrennenden Dornbusch als mystischem Ort der Offenbarung des Gottesnamens (s. u. Motive) über die Feuersäule als Wegzeichen für den Weg Israels durch die ‚Wüste‘ (Ex 13,21f; Ps 78,14) bis hin zur Gesetzgebung auf dem Sinai im Feuer (Ex 19,18; 24,17) und dem vom Gottesfeuer verzehrten Altaropfer (Lev 10,2; 2 Kön 1,10). Das immerwährende Altarfeuer in Stiftshütte und Tempel ist vom Himmel her entzündet (Lev 9,24; 2 Chr 7,1–3). Der Gott, dessen Wort wie Feuer brennt (Jer 5,14; 23,29) und der selbst „verzehrendes Feuer“ ist (Dtn 4,24; Hebr 12,29), spricht aus der Flamme zu seinem Volk (Dtn 5,4f.22–26). Zu diesem die Sünde regelrecht ‚auffressenden‘ Gott sagt Origenes (185–254), der nach dem jüdischen Philosophen Philo von Alexandrien als eigentlicher Begründer der geistigen Schriftauslegung gilt: „Der Feuergott verzehrt die menschliche Schuld, er zehrt sie auf, er verschlingt sie, er brennt sie aus, wie er auch an anderer Stelle sagt: ‚Ich werde dich läutern im Feuer, bis du rein bist.‘ Das also bedeutet das Sündenessen des Einen, der das Sündopfer darbringt. Denn ‚er hat unsere Sünden auf sich genommen‘ und sie selbst gleichwie Feuer verschlungen und aufgezehrt.“
In der Szene von den drei Jünglingen im Feuerofen (Dan 3,15–97), die lobsingend in den Flammen wandeln „wie in kühlendem Windhauch“ (Dan 3,50), erkannten die frühen Christen ihre eigene Verfolgungssituation, aber auch ihre Auferstehungshoffnung, weshalb sich die Szene auch als Bildsymbol in den römischen Katakomben findet.

### Außerbiblische Einflüsse
Neben der biblischen Offenbarung spielen auch außerbiblische Einflüsse bei der christlichen Mystik eine Rolle, so insbesondere Begriffe und Lehren des Neuplatonismus. Die Unbegreifbarkeit Gottes für den diskursiven Verstand wird in beiden Denkweisen betont und führt zu einer Theologia negativa, die es so in der Bibel nicht gibt. Ziel der neuplatonisch beeinflussten Mystik war die theoria (θεορία), die „Gottesschau“.
In diesem Kontext prägte der unbekannte syrische Mönch Pseudo-Dionysius Areopagita (um 500) den Begriff „mystische Theologie“. Ihm zufolge ist die mystische Einigung (griech. Henosis) mit „dem Einen, der jenseits aller Dinge ist“, das Ziel des ‚Aufstiegs‘ vom Materiellen zum Geistigen, und zwar auf dem dreifachen Weg der Reinigung des Gedächtnisses (Gewissens), der Erleuchtung des Verstandes und der Vereinigung des Willens mit dem göttlichen Willen (via purgativa, illuminativa und unitiva). Diese drei Wege sind „nicht so deutlich abgegrenzt, wie es scheinen mag. Dionysius gebraucht diese Dreiheit nicht so, als seien die moralische Reinigung und die vereinigende Vollendung eindeutig unterschieden von der mittleren Kraft der erkennenden Erleuchtung. (…) Die Erleuchtung betrifft schon vom Wortsinn her die erhellende Schau der heiligen Symbole (…). Vollendung bedeutet nicht die vollendete Einigung, sondern vollendetes Wissen …“

### Mystik im Mittelalter des Abendlandes
Zentren der Mystik in der lateinischen Kirche waren die Klöster. Die monastische Mystik entwickelte sich als Widerspruch zur wissenschaftlichen Rationalität, die an den neu gegründeten Universitäten auch in der (scholastischen) Theologie betrieben wurde. „Fides piorum credit, non discutit“ (Der Glaube der Frommen vertraut, er diskutiert nicht), sagt Bernhard von Clairvaux gegen die dialektische Theologie. Höchstes Ziel bleibt die unio mystica, die mystischen Liebes-Vereinigung mit Gott, ein ‚Gottspüren‘ oder in einem weiteren Sinn „ein Bewusstsein der unmittelbaren Gegenwart Gottes“ (Bernard McGinn).
Ein großer Teil der hochmittelalterlichen Literatur zur mystischen Theologie besteht in Kommentaren zum Werk des Pseudo-Dionysius Areopagita, vermittelt durch Johannes Scotus Eriugena (9. Jh.): „Die Theologie des Areopagiten ist ein Jahrtausend lang und noch länger als eine der Urformen kirchlicher Theologie angesehen und ausgewertet worden.“ Grundsätzlich lassen sich in der mittelalterlichen Mystik zwei Auslegungstraditionen unterscheiden: eine stärker affektive mystische Theologie (vertreten u. a. durch Hugo von St. Victor und Robert Grosseteste) und eine stärker intellektuelle (vertreten u. a. durch Meister Eckhart und den Kardinal Nikolaus von Kues). In der mehr affektiven Tradition wird das „Spüren [Gottes] auch erotisch aufgeladen und Gotteserkenntnis als Begegnung zwischen Ich und Gott im Sinne einer ‚heiligen Hochzeit‘ zwischen Seele und Gott bzw. Christus gedeutet“ (s. u. Motive).
Die neuen Bettelorden der Franziskaner und Dominikaner erschließen den Weg mystischer Gotteserkenntnis über die alte monastische Lebensform hinaus. Für die Mystik bedeutsam wird David von Augsburg, ein Franziskaner der ersten Generation, dann aber vor allem Bonaventura, der ‚Fürst unter allen Mystikern‘. Bei ihm fließen die Spiritualität des Augustinus und des Ps.-Dionysius, der Victoriner und der Zisterzienser (Bernhard von Clairvaux) zusammen. Der 7. Generalminister der Franziskaner versteht Mystik als eine gleichsam ‚experimentelle‘, mit den fünf (geistlichen) Sinnen erfahrbare Gotteserkenntnis (cognitio Dei quasi experimentalis), die unterschieden wird von einem lehrhaft vermittelten theoretischen Wissen von Gott (cognitio dei doctrinalis). Contemplatio wird im Mittelalter zum meist gebrauchten Begriff, wenn Mystik gemeint ist.
War im 12. Jahrhundert mit der Benediktinerin Hildegard von Bingen erstmals eine Frau als Mystiker in Erscheinung getreten, so erlebt die Frauenmystik in den Beginen (wie Hadewijch oder Marguerite Porete) und im Zisterzienserinnenkloster von Helfta (Mechthild von Magdeburg, Mechthild von Hackeborn, Gertrud von Helfta) eine Hochblüte, die sich fortsetzt in der Mystik der Dominikanerin Katharina von Siena oder der Einsiedlerin Juliana von Norwich.
In den Werken der Dominikaner Meister Eckhart, Johannes Tauler und Heinrich Seuse gelangt die mittelalterliche Mystik in der sogenannten Deutschen Mystik zu ihrem Höhepunkt.

### Mystik in der Neuzeit

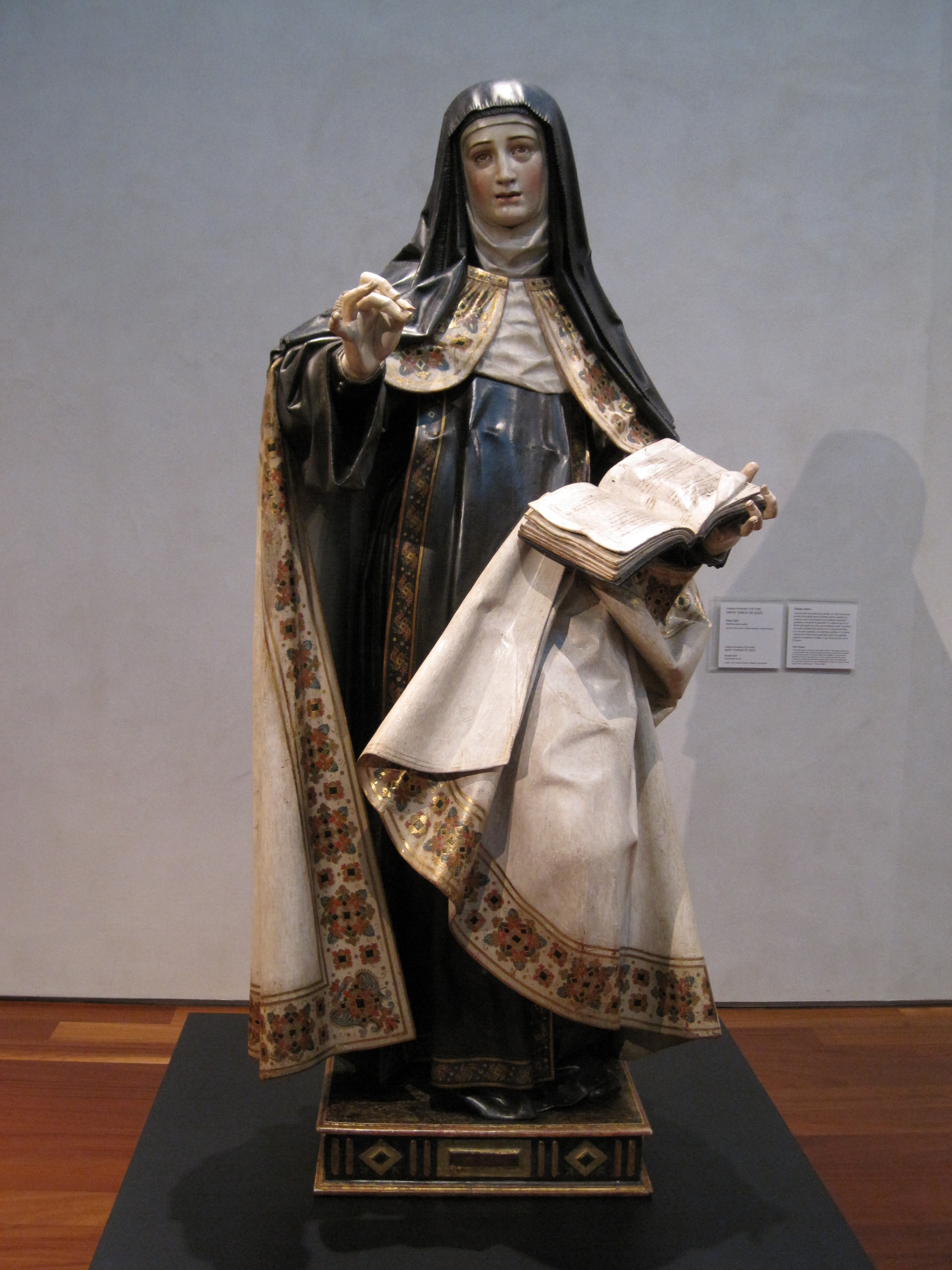
Teresa von Ávila (Gregorio Fernández) (1625)

Im 16. Jahrhundert rückt die spanische Mystik eines Ignatius von Loyola, des Gründers des Jesuitenordens („Gott finden in allen Dingen“), sowie von Teresa von Avila und Johannes vom Kreuz vom Karmeliterorden ins Zentrum der Entwicklung. „Der Mystik des Johannes vom Kreuz liegt eine Heilsdramatik der Vermählung zugrunde: die Liebesbewegung geht von Gott aus, der nicht allein sein will, die Menschheit als Braut des Sohnes erschafft und immer wieder um sie wirbt – bis zur Menschwerdung und Hingabe des eigenen Lebens“ am Kreuz. „Die Schöpfung steht von vornherein im Verhältnis einer innigsten Zugehörigkeit zu Gott, sie ist Gabe an den Sohn und Gabe um des Sohnes willen, nicht Werk eines weltabgewandten allmächtigen Wesens wie im Deismus. Der Sohn ist derjenige, der durch seine Ehe die Schöpfung gottwürdig macht. Die Menschwerdung wird schließlich als erlösender Ehevollzug und ‚wunderbarer Tausch‘ zwischen dem Sohn und der Braut verstanden, wobei wie in der Trinität eine Gleichgestaltung des Geliebten stattfindet. Diese Gleichgestaltung ist das Zeichen vollkommener Liebe.“
Bei Johannes vom Kreuz „heißt es im Cántico Espiritual: Wenn sich die Seele Gott so geeint hat, erfährt sie alles als Gott, wie es auch dem Evangelisten Johannes geschah … (…). Man darf diese pantheistisch klingenden Sätze bei Johannes nicht von seiner Poesie ablösen – aber man darf sie auch nicht als allegorische Übertreibung abwerten. In ihnen wird … ‚das die Allegorie an Tiefe übertreffende Symbol wirksam‘.“
In der Reformation findet der mystische Weg der Gotteserkenntnis wenig Widerhall. Michel Cornuz spricht deshalb von einer mystikkritischen bis mystikfeindlichen Haltung der protestantischen Theologie. Martin Luther selbst pflegte ein ambivalentes Verhältnis zur mystischen Erfahrung, manche von seiner Linie abweichende Kreise nannte er sogar Schwarmgeister. Dennoch entwickelten sich immer wieder innerprotestantische Bewegungen wie der Pietismus (Gerhard Tersteegen), deren Religiosität die mystische Dimension mit einschloss. Bei den so genannten Spiritualisten ragt der Görlitzer Schuster Jakob Böhme heraus, in der Barockzeit der vom Protestantismus zum katholischen Glauben konvertierte Theologe und Priester Angelus Silesius (Johannes Scheffler). Weitere Vertreter der protestantischen Barockmystik des 16. Jahrhunderts sind Valentin Weigel und Johann Arndt; letzterer verfasste bzw. kompilierte die Vier Bücher vom wahren Christentum.
Für das 17. und frühe 18. Jahrhundert sind als prägende Gestalten vor allem Madame Guyon, die zu einiger Berühmtheit gelangte und für ihre Schriften und Lehren verfolgt wurde, sowie deren geistlicher Führer Jacques Bertot zu nennen, dem durch seine Briefe und Abhandlungen eine maßgebende, wenn auch noch weitgehend unerkannte Rolle innerhalb der christlichen Mystik zukommt.
Als ‚Boehme redivivus‘ gilt der Münchner Arzt, Bergbauingenieur, Philosoph und ‚Laientheologe‘ Franz von Baader, der (vor Sören Kierkegaard) den engen Zusammenhang zwischen der theologischen Spekulation und der Gleichzeitigkeit mit dem biblischen Offenbarungsgeschehen betont: „Das spekulative Denken überbrückt die Gräben, die für das nichtspekulative Denken zwischen dem Vergangenen und dem Gegenwärtigen bestehen, ebenso wie es den Graben überbrückt, der zwischen dem höheren Leben und dem Übernatürlichen einerseits und dem menschlichen Leben und dem Natürlichen andererseits liegt (siehe auch den biblischen Begriff Leben in Fülle). Beide Mal wird aus dem Höheren in das Niedere und dem Niederen in das Höhere ‚gespiegelt‘.“ „Die Trennung von spekulativem und mystischem Denken führt zu einer Mystifizierung der Mystik einerseits und zu einer Verflachung der Spekulation andererseits.“
Während die Mystik im Mittelalter die übernatürliche Realität der mystischen Begegnung mit dem Göttlichen betonte, wurde im 19. Jahrhundert Wert darauf gelegt, dass die mystischen Erfahrungen sich materiell (z. B. in Stigmatisierungen, dem „himmlischen Wohlgeruch“) demonstrieren ließen. Das Jenseits sollte sich im Diesseits realisieren.
Der Jesuit Karl Rahner formulierte 1966 den seither vielzitierten Satz: „Der Fromme von morgen wird ein Mystiker sein, einer, der etwas erfahren hat, oder er wird nicht mehr sein.“ Rahner hebt auf die Erfahrungsdimension der Gotteserkenntnis des christlichen Glaubens als Gnadengabe des Heiligen Geistes ab. Von diesem Geist sagt der Epheserbrief (1,18): „Er erleuchte die Augen eures Herzens, damit ihr versteht, zu welcher Hoffnung ihr durch ihn (Christus) berufen seid.“ Christlicher Glaube bezieht sich auf die biblische Offenbarung des Wortes Gottes, das als ewiges „Wort des Lebens“ (1 Joh 1,1) Teilhabe am göttlichen Leben schenkt: „Am Leben Gottes, der Dreifaltigkeit der Liebe, teilzuhaben, ist in der Tat ‚vollkommene Freude‘ (vgl. 1 Joh 1,4).“
Mit der Bedeutung der Christlichen Mystik in der heutigen Zeit beschäftigt sich auch die in ihrer Art in Deutschland 2007 neuartigen Meditationskirche Heilig-Kreuz – Zentrum für christliche Meditation und Spiritualität des Bistums Limburg in Veranstaltungsreihen, bei denen Themen christlicher Mystik im Vordergrund stehen, wie Weibliche Gottesbilder oder Das Gottesbild der Verwandlung.

### Mystik in den orthodoxen Kirchen
In den orthodoxen Kirchen hat die Mystik eine lange Tradition. In der Mönchsbewegung Hesychasmus (von griechisch – altgriechisch: ἡσυχία [f.] hēsychía, ησυχία [f.] hesychía = „Ruhe“, „Stille“) wird die Mystik praktiziert durch das Jesusgebet (auch Herzensgebet genannt) und die Nabelschau. Einen zentralen Platz nehmen die Ikonen als Vermittler zwischen Gott und Mensch ein.

### Mystik und Religionen
Der mystischen Einheitserfahrung wird öfter das Potenzial zugeschrieben, konfessionelle und religiöse Grenzen zu relativieren. „Im Bereich der christlichen Mystik sind konfessionelle Grenzen hinfällig.“ Der These, alle Religionen seien auf der mystischen Ebene letztlich eins, ist von christlicher Seite aber die Notwendigkeit zur ‚Unterscheidung der Geister‘ (vgl. 1 Joh 4,1; 1 Kor 12,10; 1 Thess 5,21) entgegenzustellen. Anders verhält es sich im Dialog mit der unmittelbar ‚verwandten‘ Religion des Judentums, wo sich von der jüdischen Mystik (s. Mystik) her, insbesondere in der Tradition der Kabbala, durchaus Wege zur Überwindung des ‚Ur-Schismas‘ auftun.

## Motive christlicher Mystik

### Mystik der Ein-wohnung Gottes
Mit dem vom Feuer der Gottesliebe entzündeten Herzen, wie es dann in der christlichen Ikonographie besonders für die Darstellung des Augustinus charakteristisch wird, ist ein Hauptmotiv christlicher Mystik benannt. Die Fleischwerdung des ewigen Gotteswortes in Christus, die nach den Kirchenvätern im Gedanken der Offenbarung des Wortes im ‚(Körper-)Gewand‘ der Buchstaben des hebräischen Alphabets ihre erste Analogie hat, setzt sich in der Ein-wohnung Christi im gläubigen Herzen fort (Eph 3,17). Paulus erleidet für die von ihm auf seinen Missionsreisen gegründete Gemeinde in Galatien „von neuem Geburtswehen, bis Christus in euch Gestalt annimmt“ (Gal 4,19). Er selbst kann von sich sagen: „Ich bin mit Christus gekreuzigt worden; nicht mehr ich lebe, sondern Christus lebt in mir“ (Gal 2,19f). Diese mystische Ein-wohnung Gottes in Christus schließt den mystischen Tod des ‚Ich‘ mit ein: „Entscheidend für diesen mystischen Weg ist die Zurücknahme des ‚Ich‘, genauer die Reduktion des das ‚Ich‘ konstituierenden Willens.“ Dabei geht es nicht um eine Auslöschung des Willens überhaupt, sondern um die Einung des menschlichen Willens mit dem heiligen Willen Gottes, wie es exemplarisch im Fiat (Es geschehe) Mariens bei der Fleischwerdung (Ein-wohnung) des ewigen Wortes Gottes dargestellt ist: „Mir geschehe nach deinem Wort“ (Lk 1,38). Darum gewinnen in der Mystik das Geschehen-lassen und die ‚Gelassenheit‘ herausragende Bedeutung, ohne dass damit einer bloßen Passivität im Sinn des Quietismus das Wort geredet würde.
Mit der Ein-wohnung Gottes eng verbunden ist die Reinigung des in der Sünde hart gewordenen Herzens „von aller Unreinheit und von allen euren Götzen“, und zwar durch den erneuernden Geist Gottes: „Ich schenke euch ein neues Herz und lege einen neuen Geist in euch. Ich nehme das Herz von Stein aus eurer Brust und gebe euch ein Herz von Fleisch. Ich lege meinen Geist in euch und bewirke, dass ihr meinen Gesetzen folgt und auf meine Gebote achtet und sie erfüllt. Dann werdet ihr in dem Land wohnen, das ich euren Vätern gab. Ihr werdet mein Volk sein, und ich werde euer Gott sein“ (Ez 36,25-28). Diese Verheißung beim Propheten Ezechiel, die liturgischer Lesungstext in der Feier der Osternacht ist, gelangt mit der pfingstlichen Ausgießung des Geistes in die gläubigen Herzen zur Erfüllung (Apg 2,3f; Röm 5,5). Der Wille Gottes erscheint nicht länger als von außen auferlegtes ‚Joch der Gottesherrschaft‘, sondern als von innen wirksame göttliche Liebe der Gottesfreundschaft (vgl. Joh 15,13–17), der Gotteskindschaft (Röm 5,2; 8,21; 1 Joh 3,1f) und der Gottesbrautschaft (Joh 3,29; Eph 5,25-32; Offb 21,2f).

### Mystik der Gegenwart Gottes in seinem Namen
Die Heiligung des Namens Gottes ist die erste und grundlegende Bitte des Vaterunser (Mt 6,9). Sie schließt die Reinigung des Herzens (Mt 5,8) durch den Geist Gottes ein, der nicht nur im Bild des Wassers (Ez 36,25), sondern vor allem auch im Bild des Feuers erscheint (Apg 2,3). Die Überschattung Mariens mit dem Heiligen Geist (Lk 1,35 analog zu Pfingsten für die Kirche) wird in der christlichen Orthodoxie vom brennenden, aber nicht verbrennenden Dornbusch her verstanden, in dem Mose die Offenbarung des Gottesnamens empfängt (Ex 3,14). Den Bezug zwischen Ex 3,14 und der Jungfrauengeburt stellte bei den Kirchenvätern zuerst Gregor von Nyssa her: „Wie hier der Dornbusch das Feuer umfasst und nicht verbrennt, so gebiert dort die Jungfrau das Feuer und wird nicht versehrt.“ „Die Gottesmutter erscheint nicht im Dornbusch, sondern sie ist der Nichtverbrennende Dornbusch, und in ihr ist das Feuer, in ihr ist Gott.“ Dasselbe sagt Joseph Ratzinger mit Blick auf das ‚Hohepriesterliche Gebet‘ (Joh 17) von Jesus Christus: „Christus erscheint gleichsam selbst als der brennende Dornbusch, von dem aus der Name Gottes an die Menschen ergeht. (…) Die Christologie bzw. der Glaube an Jesus wird als Ganzes zu einer Auslegung des Gottesnamens und des damit Gemeinten.“ Und: „Was am brennenden Dornbusch in der Wüste des Sinai begann, vollendet sich am brennenden Dornbusch des Kreuzes.“
Der Gottesname „Ich bin, der ich bin“ verweist dabei auf die reine Gegenwärtigkeit Gottes: „Das Wort ‚howe‘, ‚Gegenwart‘ an sich, enthält dann auch die Wurzel zum Begriff des Seins. Wo Gott dem Mose diesen seinen Namen beim brennenden, aber nicht verbrennenden Dornbusch nennt, sagt er auch das entscheidende ‚Ich bin, der ich bin‘, also die Ich-Form vom Sein. Das Tetragramm [JHWH] ist dann die dritte Person, die Er-Form, und könnte übersetzt werden als ‚Er ist (immer Gegenwart)‘. Daher übersetzt man das Tetragramm in gewissen jüdischen Kreisen einfach als ‚Er‘; häufiger noch als ‚der Ewige‘. Mit dem Namen ‚Herr‘ kommt auch die Zeit als ständige Gegenwart in die Welt.“ In der kabbalistischen Zahlenmystik wird das Tetragramm gelesen als 10-5-6-5, das heißt 10 = 5 ‚und‘ 5: im Namen Gottes sind die beiden Seiten der Schöpfung eins.
Mystik kann deshalb verstanden werden „als Weg zur Anwesenheit beim Ersten Prinzip, Gott“; jüdisch gedacht als Weg, „durch aufsteigende Kenntnis der Tora und deren Geheimnissen zur Gegenwart Gottes selbst zu gelangen“, christlich als Weg, „eine unmittelbare Anwesenheit bei Gott als absolute Einheit oder eine unmittelbare Anwesenheit bei Christus, etwa durch Kontemplation nach Art der ‚Geistlichen Übungen’ des Ignatius von Loyola (1491–1556), zu erlangen“.

### Schöpfungsmystik und Weisheit
Die Vorliebe der Mystik für das Feuer als Symbol der göttlichen Liebe und des göttlichen Geistes zeigt sich auch in der Ausrichtung auf den Himmel und die ‚himmlischen Naturen‘ – die ‚Serafim‘ sind die ‚Brennenden‘. Das hebr. Wort für ‚Himmel‘, schamajim, vereint die irdischen Gegensätze von Feuer (Geist) und Wasser (Materie) auf höchste Weise: „So wird das Wort ‚schamajim‘ auch als eine Zusammenziehung der Worte ‚esch‘ (Feuer) und ‚majim‘ (Wasser) gesehen, damit also wiederum die Möglichkeit von den Gegensätzen am gleichen Ort zur gleichen Zeit ausdrückend.“ Während die Silbe ‚scham‘ einen bestimmten Ort (‚dort‘) bedeutet im Sinne von ‚hier oder dort‘, fällt in der Einheit des Himmels der Gegensatz weg. Das für den abendländischen Begriff der Wissenschaft konstitutive ‚Widerspruchsprinzip‘, der ‚Satz vom zu vermeidenden Widerspruch‘, ist für den religiösen oder mystischen ‚Himmel‘ daher nicht mehr anwendbar. Mystik ist so eine Form der Weisheit, das heißt jenes (Mit-)Wissen, „das prinzipiell den Göttern, dem Gott zugedacht wird, sodann aber auch jenen Menschen, die Anteil an dieser einheitlichen, über den diskursiven Verstand reichenden Weise des beschauenden Denkens haben“. Weisheit erscheint „als geistiges Vermögen, auch jene dem Verstand widersprüchlich erscheinenden oder dem Verstand unzugänglichen Erfahrungen zu erkennen und in Lebenspraxis umzusetzen.“
Eine Synthesis von polaren Bestandteilen wie Seele und Leib, Geist und Sinnlichkeit, Vernunft und Triebnatur, Unendlichkeit und Endlichkeit, ‚männliche‘ Innenseite und ‚weibliche‘ Außenseite stellt der Mensch selbst dar. Maximus Confessor (um 580 – 662), der wichtigste griechische Kirchenvater des 7. Jahrhunderts, hat daraus im Anschluss an Origenes eine Erlösungstheologie des ‚Aufstiegs‘ in ‚Synthesen‘ gebaut: Am Menschen soll das „große Mysterium des Schöpfungsplans Gottes offenbar werden“, nämlich „alle Extreme der Schöpfung miteinander sich vereinigen und in die gemeinsame Einigung in Gott münden“ zu lassen. Für Maximus geschieht der Überstieg von der geschaffenen Welt der Polarität zum Schöpfer in der ekstatischen Liebes-Vereinigung und höchsten Aufgipfelung aller Tugend und Weisheit in der Kraft des inkarnierten Logos (= Weisheit), dessen Einheit der beiden Naturen von Gottheit und Menschheit in der ‚hypostatischen Union‘ (gemäß dem Konzil von Chalcedon, 451) dem Kosmos insgesamt eine gott-menschliche Struktur verleiht: „And with us and for us He [Christ] embraced the whole creation through what is in the center, the extremes as being part of Himself … He recapitulated in Himself all things, showing that the whole creation is one …“
Diese den ganzen Kosmos in die Fleischwerdung des Schöpferwortes einbeziehende Vision findet in gewissem Sinn ihre Fortsetzung in den mystischen Himmels- und Kosmos-Visionen einer Hildegard von Bingen. Für die große Benediktinerin ist die Liebe symbolisiert im „feurigen Leben“ der dreieinen Gottheit, die sie in Gestalt des ‚Kosmos-Menschen‘ schaut; diese Gestalt sagt in ihrer ersten Vision von sich: „Alles brennt allein durch Mich, so wie der Atem den Menschen unablässig bewegt, gleich der windbewegten Flamme im Feuer. Dies alles lebt in seiner Wesenheit, und kein Tod ist darin. Denn Ich bin das Leben.“
An die Schöpfungsmystik von Maximus und Hildegard reicht im 20. Jahrhundert erst wieder der französische Paläontologe und Jesuit Pierre Teilhard de Chardin (1881–1955) heran. In seiner Vision der Einheit von Gott und Welt ist Jesus Christus die entscheidende „vermittelnde Gestalt“, und zwar als „Omega der Schöpfung (vgl. Offb 22,13)“, das heißt als letzter Konvergenzpunkt und Zielpunkt (causa finalis) der ganzen evolutionären Geschichte des Universums und der Menschheit: „Gott ist nicht nur ins Fleisch inkarniert, er ist in die Materie inkarniert: Christus amictus mundo, Christus mit der Welt umkleidet. (…) Evolution ist daher nicht ein schlicht naturgesetzlicher Vorgang, blind-mechanisch; sie ist Ausdruck einer währenden Schöpferkraft, einer beständigen Anfeuerung. (…) Materie wird Geist, Geist wird Person, Person wird absolute Person Christi – Universum und Christus stürzen gewissermaßen aufeinander zu und ineinander.“ „Nicht allein der Mensch, geschweige nur die Seele, vielmehr die gesamte Erde wird nach Teilhard erlöst, gelöst, in die Teilhabe nicht nur, sondern in die Verwandlung ins göttliche Fleisch und Feuer einbezogen.“ Für Teilhard, den „Zeugen des Feuers“, wirkt Gott schöpferisch als Feuer die uni-versale Einheit: „Esse est uniri, Sein ist Einswerden. ‚Oben ist alles nur eins!‘ Aber eben eins aus Vielem, nicht eins aus Selbigem.“ Von seiner Schöpfungsmystik her sieht Teilhard auch die in Paris im 17. Jahrhundert in neuer Gestalt entstehende Herz-Jesu-Mystik und -Frömmigkeit (Margareta Maria Alacoque) mit neuen Augen (s. u. Zitate).

### Mystik des Abstiegs und Kirche
Der Gottesgeburt im Herzen der Erlösten als Neuschöpfung (2 Kor 5,17) entspricht auf der Seite der Offenbarung die Geburt der Kirche aus der geöffneten Seitenwunde des Erlösers; denn in den hervortretenden Elementen Wasser und Blut (Joh 19,34) sehen die Kirchenväter die zwei Sakramente Taufe und Eucharistie dargestellt, die die Kirche als Mysterium der Einheit im Glauben konstituieren: „In diesem Mysterium [des Glaubens] ‚hat er (Jesus) durch sein Sterben unseren Tod vernichtet und durch sein Auferstehen das Leben neu geschaffen‘. Denn aus der Seite des am Kreuz entschlafenen Christus ist das wunderbare Geheimnis der ganzen Kirche hervorgegangen.“ Mit Blick auf die ‚hochzeitliche‘ Selbsthingabe des Gekreuzigten an die Kirche und beider hochzeitliches ‚Ein-Fleisch-sein‘ in Eph 5,30f (gemäß Gen 2,24) sagt die Basler Mystikerin Adrienne von Speyr, dies ist „vielleicht das größte Geheimnis der Christenheit.“ Ähnlich sieht es auch schon Hildegard von Bingen: „Als Christus Jesus, der wahre Sohn Gottes, am Leidensholze hing, wurde ihm die Kirche in der Verborgenheit der himmlischen Geheimnisse vermählt, und sie empfing als Hochzeitsgabe sein purpurfarbenes Blut.“ Geburt, Hochzeit und Tod fallen im Mysterium des Kreuzes in mystischer Sicht in eins.
Während das erwählte Gottesvolk Israel sich als „Braut Gottes“ versteht (Jes 61,10; 62,4f; Hohes Lied), bedeutet die Vorstellung von einem (mystischen) „Leib“ Gottes bzw. Christi eine gewisse Transzendierung des Alten Testaments (allerdings kennt die Kabbala durchaus den Gedanken von einer ‚mystischen Gestalt der Gottheit‘). Die ‚wählende Liebe‘ Gottes zu seinem Volk Israel und so zur ganzen Menschheit und Schöpfung kann man, wie Papst Benedikt XVI. in seiner ersten Enzyklika Deus caritas est ausführt, „durchaus als Eros bezeichnen, der freilich zugleich ganz Agape ist. (…) Das Bild von der Ehe zwischen Gott und Israel wird in einer zuvor nicht auszudenkenden Weise Wirklichkeit: Aus dem Gegenüber zu Gott wird durch die Gemeinschaft mit der Hingabe Jesu [am Kreuz] Gemeinschaft mit seinem Leib und Blut, wird Vereinigung: Die ‚Mystik‘ des Sakraments, die auf dem Abstieg Gottes zu uns beruht, reicht weiter und führt höher, als jede mystische Aufstiegsbewegung des Menschen reichen könnte.“
Bei dem Jesuiten Erich Przywara wird mit Blick auf die ignatianischen Exerzitien das Einüben des Mit-Leidens (‚Compassio‘) zur Einheit mit Christus geradezu „Äquivalent zur ‚Unio mystica‘ der Tradition – in der Leidensgemeinschaft mit Christus handelt es sich um einen ‚absteigenden Aufstieg‘ [Hugo Rahner], ‚Unten wird in Christus Oben‘.“ Mit Blick auf die ‚Entäußerung‘ (Kenosis) Christi in seiner Fleischwerdung (Phil 2,5–11) und schon in der Schöpfung kann Przywara auch von „‚sklavenförmigem‘ Abstieg und ‚hochzeitsförmigem‘ Aufstieg Christi“ sprechen.
Die Vorstellung von der durch Taufe und Eucharistie konstituierten sakramentalen Kirche als mystischem Leib Christi, die Paulus begründet (Röm 12,4f; 1 Kor 10,17; 12,12–27) und die im Mittelalter weiter ausgebaut wird, führt in der Enzyklika Mystici corporis (1943) von Pius XII. zu einer Identifizierung von römisch-katholischer Kirche und mystischem Leib Christi. Diese Identität ist aber nicht so zu verstehen, dass keine Kritik an der Kirche mehr möglich wäre, die immer auch unheilige Kirche der Sünder und auf dem Weg der Pilgerschaft ist: „Der neue, nicht von Menschenhand gemachte Tempel ist da, aber er ist zugleich noch im Bau. Die große Geste der Umarmung, die vom Gekreuzigten ausgeht, ist noch nicht ans Ziel gekommen, sondern erst begonnen. Die christliche Liturgie ist Liturgie auf dem Weg, Liturgie der Pilgerschaft auf die Verwandlung der Welt hin, die dann geschehen sein wird, wenn ‚Gott alles in allem‘ [1 Kor 15,28] ist.“

## Mystik und Kirchenkritik
Diese Notwendigkeit eines beständigen Weiterbauens und inneren Wachstums der Kirche (vgl. 1 Kor 3,5–16) zeigt sich exemplarisch in der Berufungsvision des Franziskus. Als sich der Poverello im Jahr 1207 an einen einsamen Ort zum Gebet in das Kirchlein San Damiano zurückzieht, erfährt er vom Kreuz her den Auftrag, das baufällig gewordene Haus Gottes (Domus Dei) wiederherzustellen: „Er betrat die Kirche und begann innig, vor einem Bild des Gekreuzigten zu beten, das ihn liebevoll und gütig auf folgende Weise ansprach: ‚Franziskus, siehst du nicht, dass mein Haus in Verfall gerät? Geh also hin und stelle es mir wieder her!‘“ Diese Vision und dieser Bauauftrag drücken – wie Mariano Delgado und Gotthard Fuchs in der Einleitung zu ihrem dreibändigen Werk zu den christlichen Mystikern sagen – „das eigentliche Anliegen der Kirchenkritik der Mystiker treffend aus.“
Demgegenüber vertritt ein Theologie- und Kirchenkritiker wie Eugen Drewermann eine Mystik des Absoluten als (Selbst-)Aufhebung von Schöpfung, biblischer Offenbarung, Theologie und Kirche. Drewermann will nicht weniger als eine „Neubegründung der «Theologie» jenseits der Domäne des Verstandes, das heißt im Raum der Mystik“. „Die Entdeckung der Mystik lautet, dass der Gott, der dem Menschen als ‚Schöpfer‘ erscheint, streng von der Gottheit selbst unterschieden werden muss.“ Drewermann zitiert hier aus der Predigt 26 von Meister Eckhart: „Alles das, was in der Gottheit ist, das ist eins, und davon kann man nicht reden. Gott wirkt, die Gottheit wirkt nicht, sie hat auch nichts zu wirken, in ihr ist kein Werk. Sie hat niemals nach einem Werk ausgelugt. Gott und Gottheit sind unterschieden durch Wirken und Nichtwirken.“ „Auch die Idee eines «Schöpfers» stellt … eine «Projektion» dar, die es aufzulösen gilt; doch was danach übrig bleibt, ist nicht einfach nichts, im Gegenteil, es ist die Erfahrung eines unbegründeten, unbegründbaren Seins, das wir selbst sind und das doch zugleich in allem liegt und uns deshalb mit allem verbindet. Das ist «etwas» Geheimnisvolles, Wunderbares, Heiliges, Letztes, Absolutes, das mehr ist als alle «Natur». Und gerade nach diesem «Mehr» und nach diesem «Anderen» sehnen wir uns, obwohl wir es doch nur in uns selbst zu finden vermögen.“ So „hebt die bisherige Form der «Gottesrede», der «Theologie», sich notwendig in Mystik auf, sobald sie beginnt, sich selbst zu begreifen!“
Hier wird das Ziel, das Einssein mit dem einen Gott, gegen den Weg, das Einswerden als Werk der Gnade Gottes im Heilswerk Christi, ausgespielt. Christliche Mystiker haben aber immer daran festgehalten, dass es eine Scala paradisi, eine ‚Leiter‘ (s. Jakobsleiter) oder einen Stufenweg des Aufstiegs im Abstieg gibt, und dass deshalb auch Geistliche Übungen ihren Sinn und Ort haben wie die Lectio divina: ein Gott gewidmetes ‚Lesen‘ der Heiligen Schrift mit den Stufen lectio (‚Lesung‘), meditatio (‚Meditation‘), oratio (‚Gebet‘), operatio (‚Handeln‘) und contemplatio (‚Beschauung‘). „Ziel der Lectio divina ist die Kontemplation, die Einung mit Gott. (…) Die Erlangung der Kontemplation ist ein göttliches Gnadengeschenk und nicht, was der Beter bewusst herbeiführen, sondern nur mit sich geschehen lassen kann. Gebet ist dann nicht mehr etwas, das der Beter tut, sondern etwas, was er ist, ein bleibender Zustand. Die Mystik nennt diesen Zustand ‚Gebet des Herzens‘. Der Beter ist in diesem Zustand gleichsam als Ganzes lebendiges Gebet.“
In eine andere Richtung geht Hubertus Mynarek in seinem Werk: Mystik und Vernunft, 2. Aufl., Münster 2001. Er beschreibt in diesem Werk Mystik generell und ihr Verhältnis zur Vernunft. Er gelangt zum Schluss, dass Mystik und Vernunft divergieren, dass aber der Mensch nur durch eine Synthese von Mystik und Vernunft die Realität transzendieren kann.

### Mystik und Emanzipation

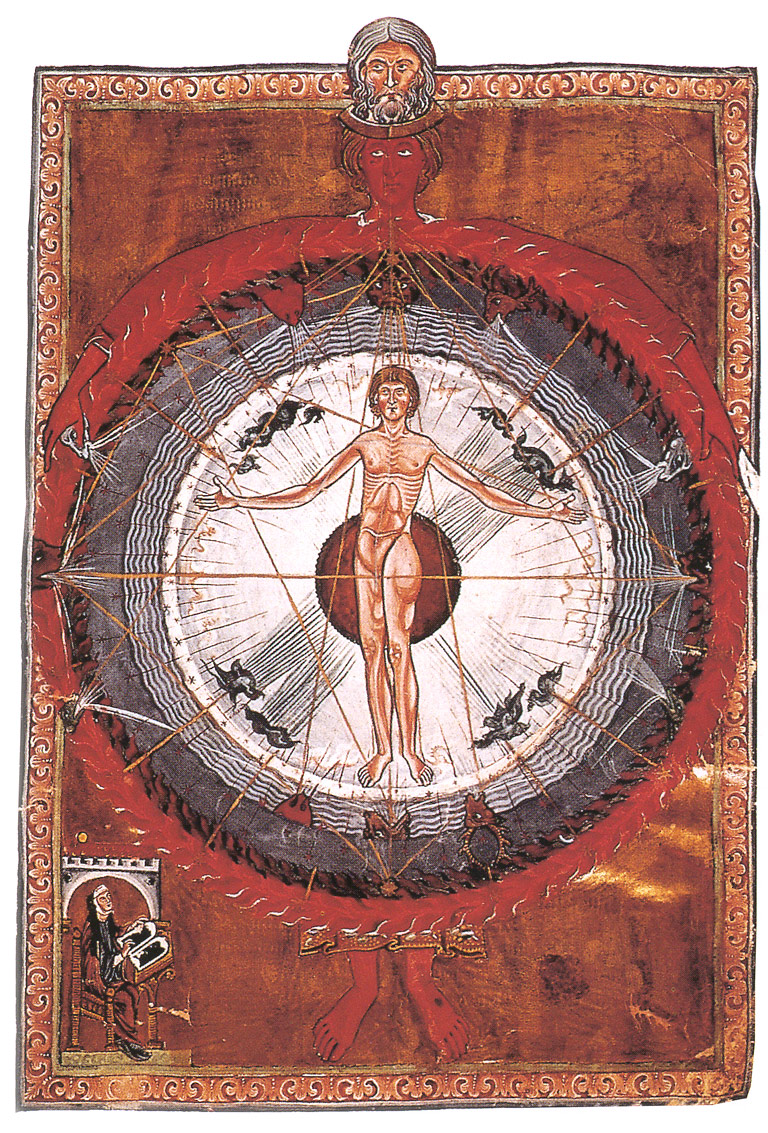
Seite aus dem Liber Divinorum Operum

In der katholischen Kirche steht die verbindliche Schriftauslegung ausschließlich dem Klerus zu.
Mystiker dagegen betrachten sich oft durch ihre Visionen „zum göttlich autorisierten Exegeten der Schrift berufen“. Hildegard von Bingen z. B. schildert im Vorwort zu ihrem Werk Scivias eine Vision und fährt fort: „Und augenblicklich begriff ich die Bedeutung der heiligen Bücher – des Psalters, der Evangelien und der katholischen Schriften des Alten und Neuen Testaments.“ Dieser Verzicht auf die vermittelnde Stellung des Klerus zwischen Gott und dem Menschen lässt sich auch an Buchillustrationen erkennen.
Wenn die „Berufung auf einen göttlichen Befehl“ zum Ungehorsam führte, berief sich Hildegard gegenüber den kirchlichen Autoritäten auf die „unanfechtbare Autorität ihrer Vision“.
Als Folge dieser bei Mystikern weit verbreiteten Relativierung des Vorrangs des Klerus bei der Heilsvermittlung gerieten viele in den Verdacht der Häresie und wurden zu einem Fall für die Inquisition.

## Zitate
„Die Pflanzen und die Tiere spenden sich wechselseitig das Feuer, das sie atmen. Denn der Atem ist Feuer. Die Tiere atmen Sauerstoff ein und Kohlenstoff aus. Wenn der Sauerstoff in die Lunge des Tieres tritt, so erneuert es dessen Leben und reinigt sein Blut, weil er es erhitzt. Zwischen den Bäumen und uns vollzieht sich der Austausch Tag und Nacht. Die Erde hat unterirdische Vulkane, das Meer hat Vulkane unter Wasser. Alles, was Leben hat, brennt. Die Schöpfung ist ein Werk der Liebe, und alle ihre Glieder spenden einander unablässig das Almosen des Feuers. Das Feuer reinigt, das Feuer erleuchtet, das Feuer einigt. Es stellt wieder her, nachdem es zersetzt hat. Hierdurch versinnbildet es auf geheimnisvolle Weise die drei Formen des mystischen Lebens: das reinigende, das erleuchtende und das vervollkommnende und vollendende Leben in Gott.“

„[Im] Ritus der Taufwasserweihe lassen sich religionsgeschichtliche Reflexe eines symbolischen Vollzugs des nächtlichen ‚Hieros Gamos‘ zwischen Gott und Schöpfung sehen, der in der Osternacht zwischen dem auferstandenen Christus und der Kirche vollzogen wird, um in der nachfolgenden Tauffeier die Geburt neuer Gotteskinder zu ermöglichen. Ausdruck dieser kultischen Vermählung und der symbolischen Befruchtung des Wassers ist das dreimalige Hineinsenken der Osterkerze in den Taufwasserbrunnen … Eine Verbindung von Nacht- und Brautmystik, wie man sie ausdrücklich bei Johannes vom Kreuz und später bei Novalis finden wird, ist dem Christentum also schon in seinen frühen Ausdrucksformen nicht fremd.“

„Jetzt wird in plötzlicher Umkehr sichtbar, dass Du, Jesus, durch die ‚Offenbarung‘ Deines Herzens unserer Liebe vor allem das Mittel geben wolltest, dem zu entkommen, was allzu eng, allzu scharf umrissen, allzu begrenzt an dem Bild war, dass wir uns von Dir machten. Im Zentrum Deiner Brust bemerke ich nichts anderes als einen Glutofen; und je mehr ich dieses brennende Feuer ansehe, um so mehr scheint es mir, dass überall um es herum die Umrisse Deines Leibes zerschmelzen, dass sie über alles Maß hinaus größer werden, bis ich in Dir keine anderen Züge mehr erkenne als die Gestalt einer entflammten Welt.“ „Solange ich in Dir, Jesus, nur den Mann von vor zweitausend Jahren, den erhabenen Sittenlehrer, den Freund, den Bruder zu sehen vermochte und wagte, ist meine Liebe zaghaft und gehemmt geblieben. (…) So bin ich also lange Zeit selbst als Glaubender umhergeirrt, ohne zu wissen, was ich liebte. Heute aber, Meister, da Du mir durch die Offenbarwerdung der suprahumanen [übermenschlichen] Vermögen, die die Auferstehung Dir verliehen hat, durch alle Mächte der Erde hindurch erscheinst, erkenne ich Dich als meinen Herrscher und liefere mich Dir mit Wonne aus.“

„In einem berühmten Abschnitt bezeichnet er [Johannes vom Kreuz] Christus als das letzte Wort des Vaters, in dem gemäß Kol 2,3 ‚alle Schätze von Gottes Weisheit und Wissen verborgen sind‘, weshalb es vermessen sei, von Gott noch ein weiteres Offenbarungswort zu erwarten (2 S[ubida del Monte Carmelo], 22,7.6); vielmehr sollte man sich darum bemühen, die in Christus tief verborgenen Schätze zu entdecken. Die ganze Kirche muss insgesamt lernen, auf den Gekreuzigten zu schauen und auf Christus als das letzte Wort des Vaters zu hören, denn es ist noch viel in ihm zu entdecken: ‚So gibt es viel, was in Christus zu vertiefen ist, denn er ist wie ein überreiches Bergwerk mit vielen Gängen voll von Schätzen; niemals findet man für sie einen Schluss- und Endpunkt, mag man sich noch so sehr in sie vertiefen, im Gegenteil, in jedem Gang kommt man da und dort zum Auffinden von neuen Adern mit neuen Reichtümern.‘ So verborgen sind in Christus die Schätze von Gottes Weisheit und Wissen, ‚dass für die heiligen Gelehrten und heiligen Menschen das Allermeiste noch zu sagen und zu verstehen aussteht, wie viele Geheimnisse und Wunder sie aufgedeckt oder in diesem Leben verstanden haben‘.“